# پشت‌باله‌ای
پشت‌باله‌ای (نام علمی: Opistopteryx) نام یک سرده از راسته بانوماهی‌سانان است.